# Dhalai
Der Distrikt Dhalai ist ein Distrikt im indischen Bundesstaat Tripura. Verwaltungssitz ist die Stadt Ambassa.

## Geografie
Der Distrikt Dhalai liegt in der Osthälfte Tripuras an der Grenze zu Bangladesch. Die Fläche des Distrikts beträgt 2312 Quadratkilometer. Nachbardistrikte sind die Distrikte Unakoti und North Tripura im Osten und die Distrikte Gomati und Khowai im Westen. Im Süden und Norden grenzt der Distrikt an Indiens Nachbarstaat Bangladesch.

## Geschichte
Der Distrikt entstand am 15. April 1995 in seiner heutigen Form aus Teilen der damaligen Distrikte North Tripura und South Tripura.

## Bevölkerung
Nach der Volkszählung 2011 hat der Distrikt Dhalai 378.230 Einwohner. Bei 164 Einwohnern pro Quadratkilometer ist der Distrikt dicht besiedelt. Von den 378.230 Bewohnern wohnen 337.731 Personen (89,29 Prozent) in Landgemeinden und 40.499 Menschen in städtischen Gebieten.
Der Distrikt Distrikt Dhalai ist der einzige Distrikt Tripuras, der mehrheitlich von Angehörigen der „Stammesbevölkerung“ (scheduled tribes) besiedelt ist. Zu ihnen gehörten (2011) 210.608 Personen (55,68 Prozent der Distriktsbevölkerung). Zu den Dalit (scheduled castes) gehörten 2011 61.688 Menschen (16,31 Prozent der Distriktsbevölkerung).

### Bevölkerungsentwicklung
Tripura wurde 1970 in drei Distrikte aufgeteilt – North Tripura, South Tripura und West Tripura. Im Jahr 1995 entstand der Distrikt Dhalai aus Teilen der Distrikte North Tripura und South Tripura. Wie überall in Indien wächst die Einwohnerzahl im Distrikt Dhalai seit Jahrzehnten stark an. Die indische Volkszählung 2001 ermittelte eine Einwohnerzahl von 310.598 Personen. Die Zunahme betrug in den Jahren 2001–2011 mehr als 16 Prozent (16,23 %). In diesen zehn Jahren nahm die Bevölkerung um rund 68.000 Menschen zu. Die Bevölkerungsentwicklung von 1901 bis 2011 war wie folgt:

### Bedeutende Orte
Im Distrikt gibt es mit dem Distrikthauptort Ambassa und Kamalpur nur zwei städtische Siedlungen. Statistisch gesehen gelten allerdings auch Manu und Kalachhari als Städte (census towns).

### Bevölkerung des Distrikts nach Geschlecht
Von den 378.230 Bewohnern waren 194.544 (51,44 Prozent) männlichen und 183.686 weiblichen Geschlechts. Dies ist typisch für Indien, wo ein deutliches Mehr an Männern vorherrscht. Innerhalb des Bundesstaates Tripura ist der Distrikt Dhalai mit 944 Frauen auf 1000 Männer der Distrikt mit dem tiefsten Frauenanteil.

### Bevölkerung des Distrikts nach Sprachen
Eine starke Minderheit – 35,08 Prozent – der Gesamtbevölkerung des Distrikts Dhalai spricht Bengali. Verschiedene Tripurasprachen werden von insgesamt 157.238 Menschen (41,57 Prozent) gesprochen. Darunter sind Kokborok (144.478), Reang (8.635) und Tripuri (3.998). Mit Chakma mit 34.323 (9,07 Prozent) gibt es eine weitere Sprache, die von mehr als 10.000 Menschen gesprochen wird. Eine weitere bedeutende Sprache ist Halam mit 5.866 Sprechern (1,55 Prozent). Hindi wird nur von einer kleinen Minderheit von Zugewanderten gesprochen. Von den 7.808 hindisprachigen Bewohnern wohnen 4.385 Personen im R.D. Block Salema.
| Jahr                                   | Kokborok | Kokborok | Bengali | Bengali | Chakma | Chakma | Reang | Reang | Hindi | Hindi | Halam | Halam | Andere Sprachen | Andere Sprachen | Total   | Total    |
| Jahr                                   | Zahl     | %        | Zahl    | %       | Zahl   | %      | Zahl  | %     | Zahl  | %     | Zahl  | %     | Zahl            | %               | Zahl    | %        |
| -------------------------------------- | -------- | -------- | ------- | ------- | ------ | ------ | ----- | ----- | ----- | ----- | ----- | ----- | --------------- | --------------- | ------- | -------- |
| 2011                                   | 144.478  | 38,20    | 132.667 | 35,08   | 34.323 | 9,07   | 8.635 | 2,28  | 7.808 | 2,06  | 5.866 | 1,55  | 44.453          | 11,75           | 378.230 | 100,00 % |
| Quelle: Ergebnis der Volkszählung 2011 |          |          |         |         |        |        |       |       |       |       |       |       |                 |                 |         |          |

### Bevölkerung des Distrikts nach Bekenntnissen
Die Bewohner bekennen sich mehrheitlich zum Hinduismus. Zu ihrem Anhang gehört die Mehrheit der bengalisch- und hindisprachigen Personen. Eine Minderheit unter den Bengalen bekennt sich zum Islam. Die Buddhisten findet man fast gänzlich unter den Chakma. Mehrheitlich wohnen sie in den R.D. Blocks Dumburnagar, Chhamanu und Manu, wo sie mit 14.530, 10.690 respektive 10.452 Angehörigen 24,46, 31,84 beziehungsweise 12,41 Prozent der jeweiligen Bevölkerung stellen. Die christliche Bevölkerung ist mit Ausnahme des R.D Blocks Chhamanu überall stark vertreten. Mehrheitlich wohnen sie in den R.D. Blocks Ambassa und Manu, wo sie jeweils mehr als 7000 zählen. Die Christen sind vor allem unter den «scheduled tribes» stark vertreten. Die meisten Muslime wohnen vorwiegend im R.D. Blocks Salema, wo sie mit 6.072 Angehörigen 5,09 Prozent der Bevölkerung stellen. Buddhisten, Christen und Muslime bilden lokal und regional bedeutende religiöse Minderheiten. Die genaue religiöse Zusammensetzung der Bevölkerung zeigt folgende Tabelle:
| Jahr                                   | Buddhisten | Buddhisten | Christen | Christen | Hindus  | Hindus | Jainas | Jainas | Muslime | Muslime | Sikhs | Sikhs | Andere | Andere | keine Angaben | keine Angaben | Total   | Total    |
| Jahr                                   | Zahl       | %          | Zahl     | %        | Zahl    | %      | Zahl   | %      | Zahl    | %       | Zahl  | %     | Zahl   | %      | Zahl          | %             | Zahl    | %        |
| -------------------------------------- | ---------- | ---------- | -------- | -------- | ------- | ------ | ------ | ------ | ------- | ------- | ----- | ----- | ------ | ------ | ------------- | ------------- | ------- | -------- |
| 2011                                   | 39.120     | 10,34      | 22.940   | 6,06     | 307.120 | 81,20  | 85     | 0,02   | 8.256   | 2,18    | 175   | 0,05  | 206    | 0,05   | 328           | 0,09          | 378.230 | 100,00 % |
| Quelle: Ergebnis der Volkszählung 2011 |            |            |          |          |         |        |        |        |         |         |       |       |        |        |               |               |         |          |

## Bildung
Das Ziel der vollständigen Alphabetisierung ist in Reichweite. Von den 322.219 Personen in einem Alter von sieben Jahren und mehr können 276.217 (85,72 Prozent) lesen und schreiben. Die Alphabetisierung liegt weit über dem indischen Schnitt. Doch gibt es bei der Alphabetisierung deutliche Unterschiede zwischen den Geschlechtern und ein Stadt-/Landgefälle. Während von der männlichen Bevölkerung 91,31 Prozent lesen und schreiben können, sind es unter der weiblichen Bevölkerung nur 79,79 Prozent. Mehr als 97 Prozent der männlichen Bevölkerung in den Städten ist alphabetisiert. Unter den Landfrauen sind es nur knapp 78 Prozent. Einen Überblick über die Verhältnisse gibt folgende Tabelle:
| Alphabetisierung im Distrikt Dhalai    |                   |                   |
| Einheit                                | Volkszählung 2011 | Volkszählung 2011 |
| Einheit                                | Anzahl            | Anteil            |
| GESAMT                                 | 276.217           | 85,72 %           |
| Männer                                 | 151.643           | 91,31 %           |
| Frauen                                 | 124.574           | 79,79 %           |
| STADT GESAMT                           | 34.399            | 95,40 %           |
| Stadt-Männer                           | 18.003            | 97,28 %           |
| Stadt-Frauen                           | 16.396            | 93,41 %           |
| LAND GESAMT                            | 241.818           | 84,50 %           |
| Land-Männer                            | 133.640           | 90,56 %           |
| Land-Frauen                            | 108.178           | 78,06 %           |
| Quelle: Ergebnis der Volkszählung 2011 |                   |                   |

## Verwaltung
Der Distrikt hat mit Ambassa, Gandachera, Kamalpur und Longtarai Valley vier Sub-Divisions (Unterbezirke), die wiederum in die acht R.D. Blocks Ambassa und Ganganagar (beide Sub-Division Ambassa), Dumburnagar und Raishyabari (beide Sub-Division Gandachera), Durga Chawmuhani und Salema (beide Sub-Division Kamalpur) sowie Chhamanu und Manu (beide Sub-Division Longtarai Valley) aufgeteilt sind.